# Husik Santurjan
Husik Santurjan (armenisch Հուսիկ Սանթուրյան, russisch Усик Сантурян; * als Azat Santurjan 1920 in Sebastia (Sivas), Türkei; † 1. Februar 2011 in Etschmiadsin, Armenien) war Erzbischof der Armenischen Apostolischen Kirche.

## Leben
Santurjan wanderte 1947 in Armenien ein und studierte am Theologischen Seminar in Etschmiadsin. 1961 wurde er Erzbischof der Aserbaidschanischen Diözese der Armenier. 1962 erfolgte die Bischofsweihe durch Wasgen I., den „Obersten Patriarch und Katholikos Aller Armenier“. Santurjan war fast 30 Jahre lang Oberster Mönch der klösterlichen Bruderschaft des Heiligen Etschmiadsin. Er starb im Kloster St. Gayane in Etschmiadsin, wo er von Nonnen des Klosters seit Anfang 2011 gepflegt wurde.

## Auszeichnungen
Patriarch Karekin II. Nersissian ehrte ihn für seine langjährigen Verdienste mit dem Orden „St. Nerses Schnorhali“ der armenischen Kirche.